# Kannenberg (Iden)
Kannenberg ist ein Ortsteil der Gemeinde Iden im Landkreis Stendal im Norden des Landes Sachsen-Anhalt.

## Geographie

### Lage
Kannenberg, eine kleine Siedlung, liegt 5 Kilometer nordöstlich von Iden und 4½ Kilometer westlich von Sandau (Elbe) an den Resten alter Elbarme am Rand vom Biosphärenreservat Mittelelbe in der Altmark. Östlich des Ortes beginnt das Naturschutzgebiet „Alte Elbe zwischen Kannenberg und Berge“. Der Elberadweg führt durch den Ort in Richtung Norden nach Berge.
Nachbarorte sind Hohenhof im Westen, Giesenslage im Nordwesten, Berge im Nordosten, Sandauerholz im Osten und Germerslage im Südosten.

### Ortsteilgliederung
Zu Kannenberg gehören mehrere Höfe mit weit zurückreichender Geschichte, die früher mit eigenen Namen in Verzeichnissen und auf Karten aufgeführt waren. Im Norden von Kannenberg sind das die Brackmühle (heute wüst), der heute wüste Hof Lüdekummer und der Thenhof. Im Süden sind es Alt Beverlake und Neu Beverlake (Trotzenburg).

## Geschichte

### Mittelalter bis Neuzeit
Im Jahre 1320 wird Helyas kannenborg in einer in Arneburg ausgestellten Urkunde als Zeuge aufgeführt.
1513 verkauften drei Brüder, dhe Kannenberghe genannt, dem Rat in Werben etwas tho Kannenberghe. Weitere Nennungen sind 1608 ein Hoff Kannenberg, 1687 Kannenberg, 1804 adliges Gut Kannenberg mit zwei Büdnern und 5 Einliegern und 1820 Kannenberg sonst Beverlake genannt.

### Gut Kannenberg

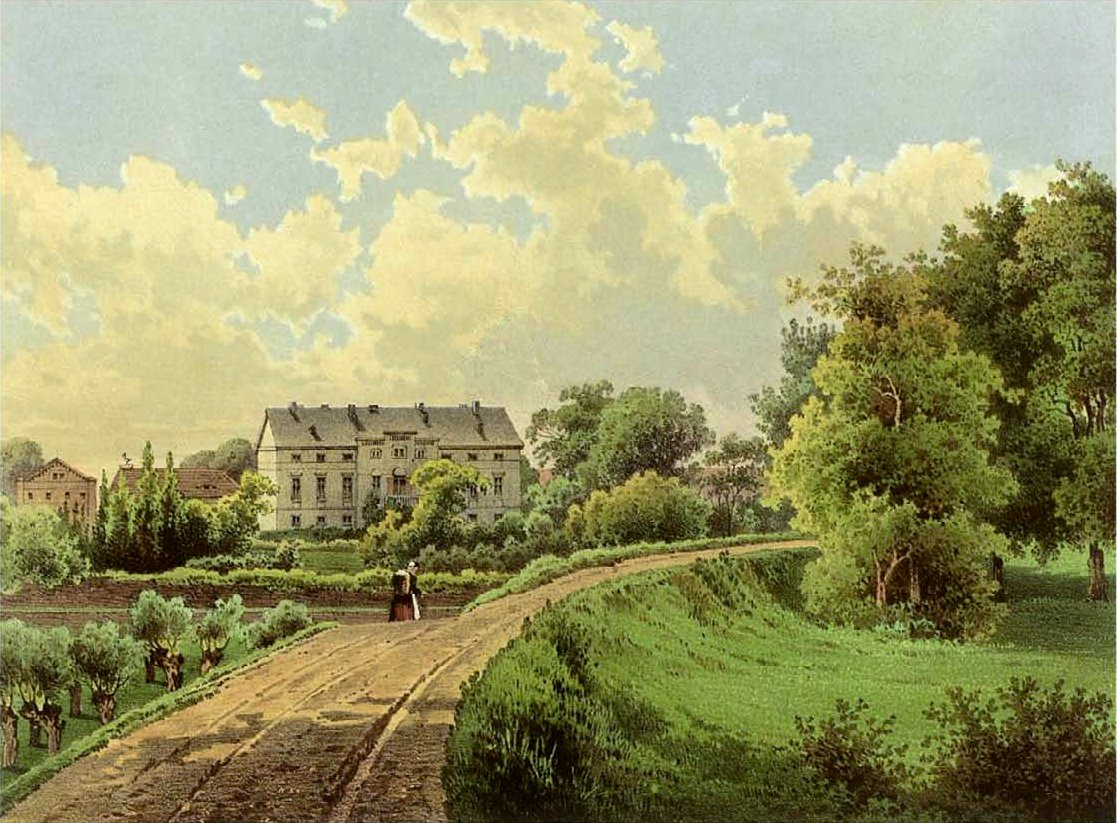
Rittergut Kannenberg um 1860, Sammlung Alexander Duncker

Von vor 1513 bis 1762 hatten die von Kannenberg den Rittersitz, von 1762 bis 1806 die Witwe des Generals von Kahlden, eine geborene von Kannenberg. Das Rittergut gehörte von 1806 bis 1889 der Familie von Kahlden, danach von 1889 bis 1893 den von Alvensleben, ab 1893 bis nach 1925 dem Großkaufmann Fischer in Magdeburg, von 1928 bis um 1935 Willenborg. 1935 erfolgte die Bildung von Rentengütern aus dem Rittergut Kannenberg und die Umlegung der Feldmark Seehausen. Im Rahmen der Aufsiedlung des Gutes von der „Gesellschaft für Innere Kolonisation“ wurden das Gutshaus, die Wirtschaftsgebäude und landwirtschaftliche Flächen im Jahre 1936 an Wilhelm und Lisbeth Schulze verkauft. 1945 kam Wilhelm aus amerikanischer Kriegsgefangenschaft zurück, sollte deportiert werden und floh davor nach Hannover. Seine Frau war noch eine Zeit lang alleine mit ihren Kindern in Kannenberg. Sie mussten innerhalb eines Vormittags das Gut verlassen und das Gut wurde enteignet. Im Jahre 1954 entstand die Landwirtschaftliche Produktionsgenossenschaft vom Typ III, die LPG „Helmut Just“.
1995 wurde das Gut teilweise von Klaus-Friedrich Schulze, dem Sohn von Wilhelm, zurückgekauft. Er erwarb erste Ländereien und baute wieder einen landwirtschaftlichen Betrieb auf. Im Jahre 2010 übernahm deren Tochter den landwirtschaftlichen Betrieb samt Gutshaus.

### Eingemeindungen
Ursprünglich gehörten Dorf und Gut Kannenberg zum Arneburgischen Kreis der Mark Brandenburg in der Altmark. Zwischen 1807 und 1813 lagen sie im Kanton Werben auf dem Territorium des napoleonischen Königreichs Westphalen. Nach weiteren Änderungen gehörten sie ab 1816 zum Kreis Osterburg, dem späteren Landkreis Osterburg.
Am 30. September 1928 wurde der Gutsbezirk Kannenberg mit der Landgemeinde Berge vereinigt. Zum Gutsbezirk gehörten die Wohnplätze Hohehof (heute Hohenhof) und Trotzenburg (Neu Beverlake). 1965 wurde Kannenberg von Berge nach Sandauerholz umgemeindet, Hohenhof verblieb bei Berge.

### Einwohnerentwicklung
| Jahr | Einwohner |
| ---- | --------- |
| 1734 | 18        |
| 1772 | 21        |
| 1790 | 28        |
| 1798 | 82        |
| 1801 | 37        |
| 1818 | 43        |

| Jahr | Einwohner |
| ---- | --------- |
| 1840 | 115       |
| 1864 | 122       |
| 1871 | 055       |
| 1885 | 070       |
| 1892 | [00]143   |
| 1895 | 188       |

| Jahr | Einwohner |
| ---- | --------- |
| 1900 | [00]193   |
| 1905 | 181       |
| 1910 | [00]222   |
| 2014 | [00]037   |
| 2015 | [00]036   |
| 2017 | [00]034   |

| Jahr | Einwohner |
| ---- | --------- |
| 2018 | [00]34    |
| 2020 | [00]30    |
| 2021 | [00]30    |
| 2022 | [0]28     |
| 2023 | [0]27     |

Quelle bis 1905, wenn nicht angegeben:

## Religion
Die evangelischen Christen aus Kannenberg sind in die Kirchengemeinde Giesenslage eingepfarrt, die früher zur Pfarrei Berge bei Werben an der Elbe gehörte. Die Kirchengemeinde Giesenslage gehörte zum Kirchspiel Werben und wird heute betreut vom Pfarrbereich Königsmark im Kirchenkreis Stendal im Bischofssprengel Magdeburg der Evangelischen Kirche in Mitteldeutschland.

## Kultur und Sehenswürdigkeiten

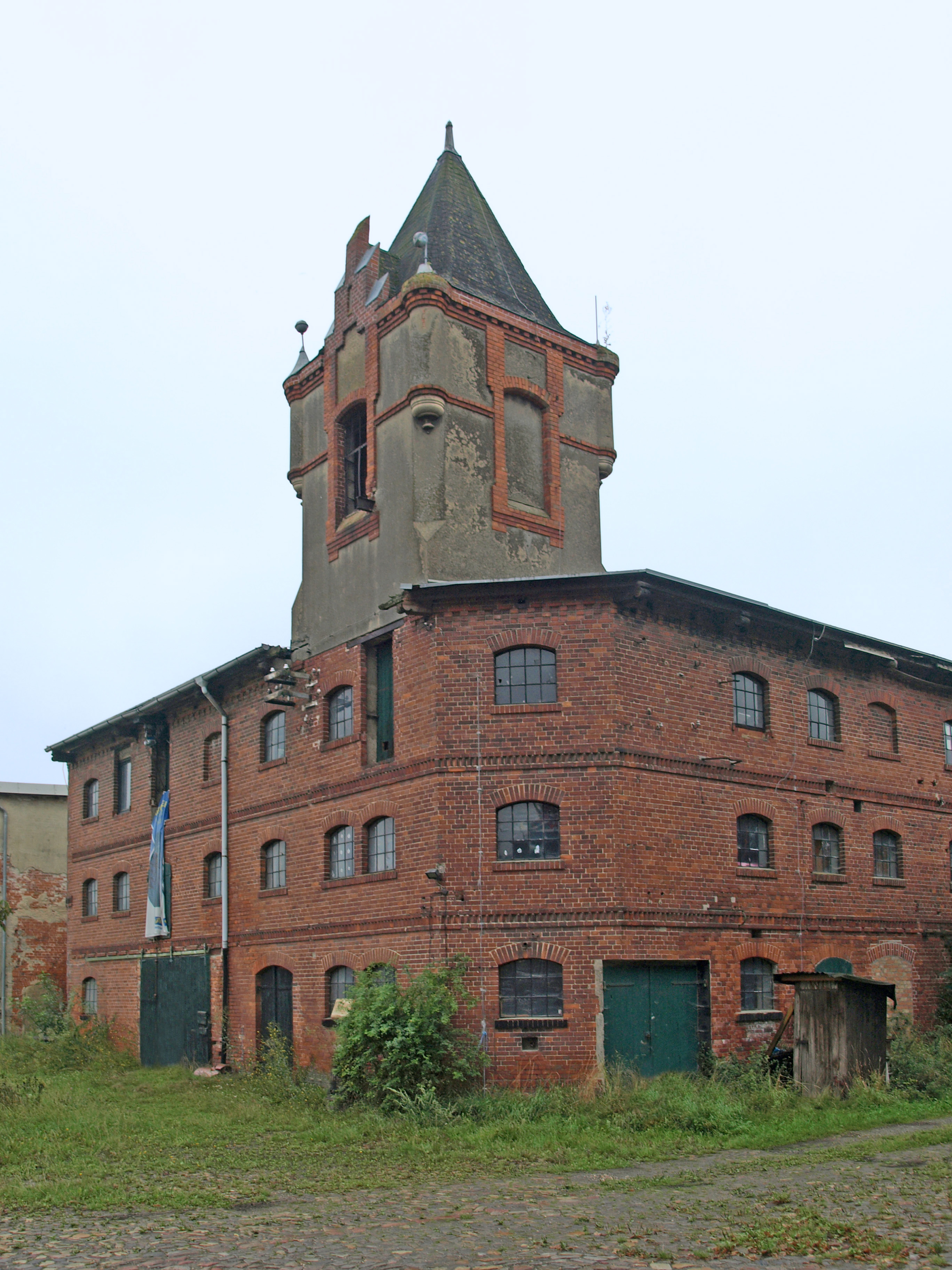
Wasserturm des Rittergutes Kannenberg

Das Gutshaus des ehemaligen Rittergutes Kannenberg, im Volksmund „Schloss Kannenberg“ genannt, steht unter Denkmalschutz. Es ist ein um 1850 erbauter elfachsiger Rechteckbau, dessen dreiachsiger Mittelrisalit um den Haupteingang durch Fenstergiebel und Pilaster hervorgehoben ist. Im Jahre 1980 hatte sich die LPG Obstproduktion „Wische Obst“ Seehausen mit ihrem Betriebsteil „Schloß Kannenberg“ des Gutshauses angenommen und mit dessen Renovierung begonnen. In den 80er Jahren erhielt es so eine neue Fassade und Außenputz, 1990 eine neue Heizung. Klaus-Friedrich Schulze kaufte 1997 das Gutshaus seines Großvaters zurück. Schulze und seine Frau ließen später im Rahmen der Dorferneuerung die Fenster und die Haustür erneuern, außerdem privat das Außengeländer samt Wappen. Im Jahre 2010 übernahm deren Tochter auch das Gutshaus.

## Sage aus Kannenberg – „Die ruhelose Mutter an der Brake zwischen Berge und Kannenberg“
Pastor Erich Hübener aus Berge übermittelte die Sage an Alfred Pohlmann, der sie 1901 veröffentlichte.
Im Jahre 1675, am 11. März, früh um 2 Uhr war die Elbe bei der Brakmühle, einer Windmühle am heutigen Westufer des Blauen Sees, damals eine Brake zwischen Berge und Kannenberg, durchgebrochen. Nachdem das Wasser zurückgegangen war, versuchte man mehrfach vergebens den Deichbruch zu schließen. „Da gab ein kluger Schäfer den Rat, man soll ein Kind in den Bruch des Deiches werfen und dann den Bruch zukarren, so werde der Deich halten.“ Es fand sich tatsächlich eine Mutter, die ihr Söhnchen mit Gold aufwiegen und es unterkarren ließ. Die habsüchtige Mutter aber wurde nicht froh über ihren Besitz. Ohne Ruhe wanderte sie klagend auf dem neu gebauten Deiche auf und ab. Da ergriff sie Reue und sie schleuderte das Gold in die Tiefe der großen Brake und stürzte sich selber hinein. Die Sage ist auch als Gedicht unter dem Titel „Mutter Ebsch“ überliefert.
Der Schlafdeich bei Kannenberg brach zuletzt im Jahre 1909.